# ヤーンターカーオ郡
座標: 北緯7度23分12秒 東経99度40分0秒 / 北緯7.38667度 東経99.66667度
ヤーンターカーオ郡（ヤーンターカーオぐん）はタイ南部・トラン県の郡（アムプー）である。

## 名称
ヤーンターカーンの名称の由来には二つの説がある。一つは「恐れおののく」という意味の熟語であると言う説である。これはヤーンターカーンが年に何度も洪水を起こし、住民がこれをおそれていたからだとされる。もう一つの説はヤーンを南部方言の「蔓植物」という意味にとらえ、ターカーンを蔓植物の一種の名前とする、つまり「ターカーン蔓」という意味だとする説である。この説ではターカーン蔓がかつて川の畔に生い茂っていた体とする。

## 歴史
元々はカンタン郡の一部であったが住民の増加に伴いカンタン郡ではこの地域がコントロールできなくなった。このため1948年、タムボン・ヤーンターカオ、タムボン・ノーンボー、タムボン・トゥンカーイがカンタン郡から分離、タムボン・ナーチュムヘットがムアントラン郡から分離、タムボン・ナイクワン、タムボン・プロンチョーラケーがパリエン郡から分離して一つの分郡を形成し、名前をヤーンターカーオ分郡とし、カンタン郡の管轄下に分郡が成立した。1956年、分郡（キンアムプー）から郡（アムプー）に昇格した。

## 地理
郡の東は山岳地帯になっているのに対し西部は平地なっている。またアンダマン海に面している。郡内の重要な水源はパリエン川、ラムチャーン川、ラムリエン川、ピア川、ラムピクン川、トゥンカーイ川である
交通は南北に国道404号線が通っており北にトラン、南にパリエン方面につながっている。また北東に4124号線が通っておりナーヨーン方面とつながっている。

## 経済
郡内の主要な産業は農業である。コメのほか、パラゴムノキ、ランブータン、ドリアン、ランサ、マンゴスチンなどである。

## 行政区分
郡は8のタムボンに分かれ、さらにその下位に65の村（ムーバーン）がある。自治体（テーサバーン）があり以下のようになっている。
- テーサバーンタムボン・ヤーンターカーオ・・・タムボン・ヤーンターカーオの一部

また、郡内には8のタムボン行政体（オンカーンボーリハーンスワンタムボン）がある。
| 1. タムボン・ヤーンターカーオ・・・ตำบลย่านตาขาว 2. タムボン・ノーンボー・・・ตำบลหนองบ่อ 3. タムボン・ナーチュムヘット・・・ตำบลนาชุมเห็ด 4. タムボン・ナイクワン・・・ตำบลในควน 5. タムボン・プローンチョーラケー・・・ตำบลโพรงจระเข้ 6. タムボン・トゥンクラブー・・・ตำบลทุ่งกระบือ 7. タムボン・トゥンカーイ・・・ตำบลทุ่งค่าย 8. タムボン・コピア・・・ตำบลเกาะเปียะ | 郡内のタムボン |